# Gintaras Krapikas
Gintaras Krapikas (né le 6 juillet 1961 à Kretinga dans la République socialiste soviétique de Lituanie en Union soviétique) est un ancien joueur soviétique puis lituanien de basket-ball, évoluant au poste d'ailier. Il est devenu entraîneur.

## Carrière
En avril 2014, Saulius Štombergas démissionne de son poste d'entraîneur du Žalgiris Kaunas après de mauvais résultats et est remplacé par Krapikas. En janvier 2016, Krapikas est limogé et remplacé à titre intérimaire par Šarūnas Jasikevičius.

### Palmarès
- Médaille de bronze aux Jeux olympiques 1992
- Finaliste du championnat d'Europe 1995
  - Champion d'URSS 1985, 1986, 1987